# Jimmy Reiher, Jr.
James Wiley Smith Thomas Reiher Snuka  (nascido em 1 de setembro de 1971) mais conhecido pelo seu ring name Jimmy Snuka Jr., é um lutador de wrestling profissional. É filho de "Superfly" Jimmy Snuka. Desde o Ohio Valley Wrestling, Reiher é conhecido pelo ring name de Sim Snuka. Fez dupla durante muito tempo com Domino.

## Carreira

### Ohio Valley Wrestling
Reiher, como Deuce Shade, fez a sua estreia na Ohio Valley Wrestling derrotando Brent Albright, em 27 de janeiro de 2005. Em 24 de maio de 2005, ele derrota Chad Wicks e conquista o OVW Television Championship.
Em janeiro de 2006, Reiher começa um time com Domino, chamados The Throw-backs. Foram acompanhados por Cherry Pie em sua entrada no ringue. Juntos, conquistaram três vezes o título de duplas.

### Friday Night SmackDown
Em 19 de janeiro de 2007, em uma edição do SmackDown, Deuce, com seu parceiro Domino e sua "ajudante" Cherry, estrearam com um estilo dos anos 50, derrotando um time jobber. Deuce & Domino passam a ser conhecidos como Deuce 'n Domino.
Em 2 de fevereiro, eles derrotaram os campeões de duplas da WWE, Paul London e Brian Kendrick, sem o título em jogo. Em 13 de abril, tiveram a chancer de conquistar o título, mas Deuce acabou sendo desqualificado.
No Vengeance, eles derrotam Jimmy Snuka (pai de Deuce) e Sgt. Slaughter. Em 31 de agosto, eles perderam para Matt Hardy e MVP. No Draft, ele é transferido para a Raw e fica longe de Domino.

### Monday Night Raw
No Raw do dia 15 de dezembro de 2008 ele reestreia revelando o sua verdadeiro no nome Sim Snuka, se desligando do apelido Deuce (kaybafe) e se juntando a stable The Legacy, de Randy Orton, Cody Rhodes e Manu. Semanas depois, Orton botou Snuka e Manu em prova. Numa 6-Man Tag Team match, com Rhodes. Só continuaria na stable quem fizesse o pin. Rhodes fez o pin e expulsou, com Orton, Snuka e Manu da stable. Na semana seguinte, Ted DiBiase, Jr. retornou ao lado de Snuka e Manu para enfrentar The Legacy. DiBiase traiu a dupla, se juntando ao Legacy. Pouco tempo depois, Manu foi demitido. Snuka deixou de aparecer na televisão até o WrestleMania XXV, onde interpretou um cameraman durante a luta entre Shawn Michaels e The Undertaker. Snuka foi demitido dia 19 de junho de 2009.

## No wrestling
- Golpes (finishers e ataques secndários)
  - Crack 'em in the Mouth
  - Jumping heel kick enzuigiri
  - Superfly Twister - OVW
  - Deuce's Wild - OVW
  - Running fist drop
  - Inverted hanging figure four necklock
  - Cross-armed iconoclasm
  - Cutter
- Com Domino
  - Crack 'em in da Mouth
  - Cutter (Deuce) / diving double axe handle (Domino) combo
  - West Side Stomp
- Managers
  - Cherry
  - Maryse

## Títulos e prêmios
- Deep South Wrestling

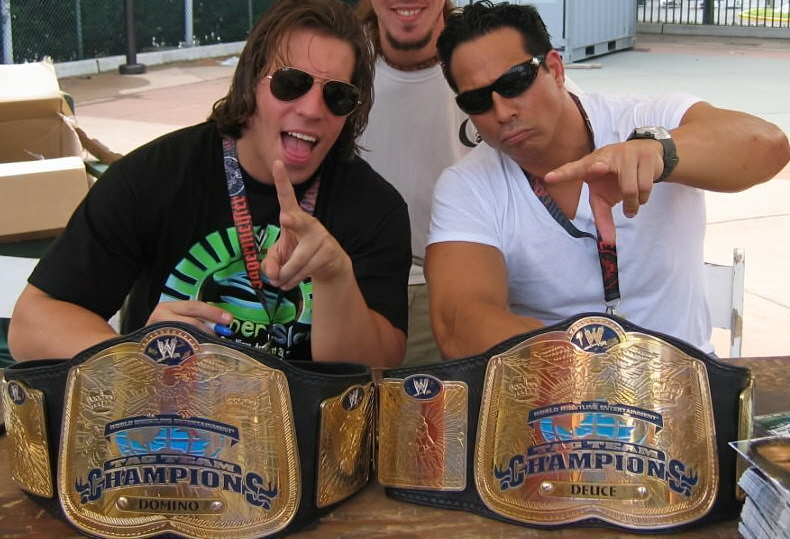
Deuce 'n Domino enquanto Campeões de Duplas da WWE

  - DSW Tag Team Championship (1 vez) - com Domino
- International Wrestling Association
  - IWA Hardcore Championship (1 vez)
- Ohio Valley Wrestling
  - OVW Southern Tag Team Championship (3 vezes) - com Domino
  - OVW Television Championship (1 vez)
- WWE
  - WWE Tag Team Championship (1 vez) - com Domino